# Shilo
«Shilo» es una canción compuesta e interpretada por Neil Diamond en 1967. La canción es autobiográfica y trata de que en la niñez ante la soledad inventa a un amigo imaginario para jugar. Como el tema de la canción no le pareció a Bert Berns (productor de la compañía discográfica Bang) muy comercial, sino más bien bastante dramático no la quería producir. Neil Diamond se molestó de manera muy personal, ya que desea cantar su composición y entabló un juicio con la compañía discográfica Bang para tener el control de sus grabaciones maestras y para cambiar de discográfica, negándose a proporcionarle más material.
Diamond pudo cambiarse de disquera al año siguiente a la UNI (Bert Berns moriría de un ataque cardiaco en 1968 siendo este legalmente el agente de Neil Diamond).
Pero lo curioso es que con el éxito de la carrera de Neil Diamond en la UNI, la compañía Bang usó una toma alternativa de la grabación original de Diamond modificando la pista musical para que se pareciera al estilo orquestal que usaba en UNI, y hasta el LP que la relanzó llevó el título "Shilo" en 1970, lo que motivó que Diamond grabara en ese año para UNI otra versión y compitiera con su anterior versión, la cual sería incluida en un LP que ya había sido editado originalmente en 1968, titulado "Velvet globes and spit", algo realmente inusual.
La versión de la Bang llegaría a la posición 24 en el Billboard en 1970, teniendo mayor éxito que la versión lanzada por la UNI, aunque para la crítica la versión de la UNI era la mejor de todas.
Finalmente Diamond ganaría los derechos de sus canciones en 1977, y entonces editarían Shilo, en el LP "Early Classics" para Frogking, marca discográfica propiedad de Diamond.
- Datos: Q544770